# Еспадрилі

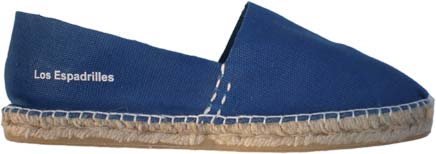
Еспадриль

Еспадрилі (фр. espadrille «капці») — літнє екологічне взуття з натуральних матеріалів.

## Історія
Незважаючи на те, що еспадрилі часто справляють враження недовговічного взуття, створені вони були як частина військової амуніції: у XIII столітті легкі капці на підошві з мотузки носила арагонська піхота. Вже згадана недовговічність компенсувалася маловитратним виробництвом: еспадрилі, які тоді ще називалися espardenya, плели з трави esparto (кілька століть по тому її замінив міцніший джут), нова пара створювалася за лічені години.
Незабаром еспадрилі, за прикладом своїх творців-іспанців, почали експансію: витривалі і дешеві, у XV столітті вони перетворилися на взуття селянського стану не тільки в Іспанії, але і в сусідній з нею Португалії. У XVIII столітті еспадрилі модернізувалися тканинним верхом — його вигадали ткати французи, використовуючи для цих цілей бавовну та льон. Але це аж ніяк не означало, що іспанці зняли з себе усі повноваження: в 1776 році на світ з'явився Рафаель Кастанер, якому судилося стати засновником цілої династії взуттєвиків, що спеціалізуються винятково на еспадрилях. У 1927 році сімейна майстерня перетворилася на компанію Castaner. Під час громадянської війни в Іспанії підприємство націоналізували, оскільки потрібно було представляти військовий інтерес. Піхота знову вирушила на поле бою в еспадрилях й коло замкнулося. У кінці 60-х років минулого сторіччя відбулася зустріч Лоренцо та Ізабель Кастанер з Івом Сен-Лораном. Кутюр'є-бунтар запропонував Кастанерам співпрацю і тим самим відчинив еспадрилям двері у світ високої моди.